# Омахо (Арканзас)
Омахо (енгл. Omaha) град је у америчкој савезној држави Арканзас.

## Демографија
По попису из 2010. године број становника је 169, што је 4 (2,4%) становника више него 2000. године.
| Група             | 2000.       | 2010.       |
| Белци             | 158 (95,8%) | 156 (92,3%) |
| Афроамериканци    | 1 (0,6%)    | 0 (0,0%)    |
| Азијати           | 0 (0,0%)    | 0 (0,0%)    |
| Хиспаноамериканци | 0 (0,0%)    | 3 (1,8%)    |
| Укупно            | 165         | 169         |